# 北翔大学
北翔大学（ほくしょうだいがく、英語: Hokusho University）は、北海道江別市文京台23に本部を置く日本の私立大学。1939年創立、1997年大学設置。

## 概要
1939年（昭和14年）創設の北海ドレスメーカー女学園を母体とする。「北の大地に根を下ろし、飛翔する精神力と行動力をもって社会に貢献できる人材の育成」と「北方圏の他地域との交流を通じ、国際社会の一員として世界に羽ばたく人材の輩出」という理念をもとに大学名とした。2005年7月にハワイ大学と7校目となる姉妹大学提携を結ぶなど海外交流が活発。

## 沿革
- 1939年（昭和14年）9月 - 北海ドレスメーカー女学園創設
- 1951年（昭和26年）6月 - 準学校法人組織認可
- 1957年（昭和32年）2月 - 法人名称を浅井学園に（「準学校法人浅井学園」に）改組・認可
- 1962年（昭和37年）1月 - 学校法人浅井学園に改組・認可
- 1963年（昭和38年）
  - 1月 - 北海道女子短期大学設置認可
  - 4月 - 北海道札幌市にて北海道女子短期大学開学。被服科を開設
- 1964年（昭和39年）10月 - 北海道女子短期大学の被服科を服飾美術科に科名変更認可
- 1966年（昭和41年）
  - 1月 - 北海道女子短期大学に工芸美術科、体育科設置認可
  - 4月 - 北海道女子短期大学に工芸美術科、体育科を開設。北海道江別市の現在地に移転
- 1967年（昭和42年）
  - 1月 - 北海道女子短期大学に専攻科服飾美術専攻設置認可
  - 4月 - 北海道女子短期大学に専攻科服飾美術専攻を開設
  - 12月 - 北海道女子短期大学に専攻科工芸美術専攻設置認可
- 1968年（昭和43年）4月 - 北海道女子短期大学に専攻科工芸美術専攻を設置。服飾美術科に服飾美術コースと家庭科学コースを設置
- 1969年（昭和44年）
  - 1月 - 北海道女子短期大学に専攻科体育専攻設置認可
  - 3月 - 北海道女子短期大学に初等教育学科設置認可
  - 4月 - 北海道女子短期大学に初等教育学科、専攻科体育専攻を開設
  - 12月 - 北海道女子短期大学体育科を保健体育科に科名変更認可
- 1970年（昭和45年）4月 - 北海道女子短期大学の保健体育科に体育コース、養護教諭コースを設置
- 1979年（昭和54年）12月 - 北海道女子短期大学に専攻科初等教育専攻設置認可
- 1980年（昭和55年）
  - 1月 - 北海道女子短期大学の専攻科体育専攻を専攻科保健体育専攻に名称変更認可
  - 4月 - 北海道女子短期大学に専攻科初等教育専攻を開設
- 1986年（昭和61年）12月 - 北海道女子短期大学経営情報学科設置認可
- 1987年（昭和62年）4月 - 北海道女子短期大学に経営情報学科を開設
- 1991年（平成3年） - 浅井学園オープンカレッジ（AOC〔現・生涯学習センター〕）開設
- 1995年（平成7年）4月 - 北海道女子短期大学の経営情報学科に経営情報コースと国際情報コースを設置。浅井学園北方圏生活福祉研究所を設置
- 1996年（平成8年）
  - 4月 - 北海道女子短期大学服飾美術科の家庭科学コースを生活文化コースに名称変更
  - 12月 - 北海道女子大学設置認可。北海道女子短期大学を北海道女子大学短期大学部に校名変更認可。北海道女子短期大学の服飾美術科を服飾美術学科に、工芸美術科を工芸美術学科に、保健体育科を保健体育学科に科名変更認可
- 1997年（平成9年）
  - 4月 - 北海道女子大学として開学。人間福祉学部（介護福祉学科、生活福祉学科）を開設。北海道女子短期大学を北海道女子大学短期大学部に校名変更。北海道女子大学短期大学部の服飾美術科を服飾美術学科に、工芸美術科を工芸美術学科に、保健体育科を保健体育学科に科名変更。北海道女子大学北方圏生活福祉研究所開設
  - 12月 - 北海道女子大学生涯学習研究所開設
- 1999年（平成11年）
  - 11月 - 北海道女子大学を北海道浅井学園大学に、北海道女子大学短期大学部を北海道浅井学園大学短期大学部に校名変更認可
  - 12月 - 北海道浅井学園大学に生涯学習システム学部（健康プランニング学科、芸術メディア学科）設置認可
- 2000年（平成12年）
  - 4月 - 北海道女子大学を北海道浅井学園大学に、北海道女子大学短期大学部を北海道浅井学園大学短期大学部に校名変更。北海道浅井学園大学に生涯学習システム学部（健康プランニング学科、芸術メディア学科）を開設
  - 7月 - 北海道浅井学園大学人間福祉学部に福祉心理学科設置認可
  - 12月 - 北海道浅井学園大学大学院設置認可（人間福祉学研究科人間福祉学専攻（修士課程））
- 2001年（平成13年）
  - 4月 - 北海道浅井学園大学人間福祉学部に福祉心理学科を開設。北海道浅井学園大学大学院人間福祉学研究科人間福祉学専攻（修士課程）開設。北方圏学術情報センターを開設
  - 5月 - 北海道浅井学園大学短期大学部工芸美術学科、専攻科工芸美術専攻の廃止認可
- 2002年（平成14年）
  - 5月 - 平成13年度文部科学省学術フロンティア推進事業として選定された北方圏学術情報センター「PORTO」が札幌円山キャンパスに竣工
  - 7月 - 北海道浅井学園大学短期大学部人間総合学科設置認可
  - 12月 - 北海道浅井学園大学大学院人間福祉学研究科臨床心理学専攻（修士課程）設置承認

- 2003年（平成15年）
  - 4月 - 北海道浅井学園大学大学院人間福祉学研究科に臨床心理学専攻（修士課程）を開設。北海道浅井学園大学短期大学部人間総合学科を開設
  - 11月 - 北海道浅井学園大学大学院生涯学習学研究科生涯学習学専攻（修士課程）設置認可
- 2004年（平成16年）
  - 4月 - 北海道浅井学園大学大学院に生涯学習学研究科生涯学習学専攻（修士課程）を開設。北方圏生涯スポーツ研究センターを開設
  - 11月 - 北海道浅井学園大学短期大学部こども学科設置受理
- 2005年（平成17年）
  - 2月 - 北海道浅井学園大学を浅井学園大学に、北海道浅井学園大学大学院を浅井学園大学大学院に、北海道浅井学園大学短期大学部を浅井学園大学短期大学部に名称変更届出
  - 4月 - 北海道浅井学園大学を浅井学園大学に、北海道浅井学園大学大学院を浅井学園大学大学院に、北海道浅井学園大学短期大学を浅井学園大学短期大学部に名称変更。浅井学園大学短期大学部こども学科を開設。北方圏生涯スポーツ研究センター研究施設「SPOR」完成。
  - 7月 - 浅井学園大学生涯学習システム学部学習コーチング学科設置届出
  - 11月 - 浅井幹夫理事長・学長（当時）が耐震補修工事において約5700万円の私学補助金を不正に受けていた事実が発覚
- 2006年（平成18年）
  - 4月 - 浅井学園大学生涯学習システム学部に学習コーチング学科を開設。浅井学園大学短期大学部の服飾美術学科、経営情報学科について廃止届出
  - 9月 - 浅井学園大学を北翔大学に、浅井学園大学大学院を北翔大学大学院に、浅井学園大学短期大学部を北翔大学短期大学部に名称変更届出
  - 月不明 - 浅井幹夫理事長（当時）らから私的経費流用事件を受けた文部科学省によって2001年度から2005年度までに交付した補助金の返還命令があり、19億4700万円を国に返還
- 2007年（平成19年）
  - 3月 - 浅井学園大学短期大学部の保健体育学科、初等教育学科について廃止届出
  - 4月 - 浅井学園大学を北翔大学に、浅井学園大学大学院を北翔大学大学院に、浅井学園大学短期大学部を北翔大学短期大学部に名称変更
- 2008年（平成20年）5月 - 北翔大学生涯スポーツ学部スポーツ教育学科設置届出。北翔大学人間福祉学部の介護福祉学科、生活福祉学科を地域福祉学科、医療福祉学科に名称変更届出
- 2009年（平成21年）4月 - 北翔大学生涯スポーツ学部スポーツ教育学科を開設
- 2011年（平成23年）6月 - 北翔大学短期大学部の人間総合学科をライフデザイン学科に名称変更届出
- 2012年（平成24年）11月 - 北翔大学大学院生涯スポーツ学研究科生涯スポーツ学専攻（修士課程）設置認可
- 2013年（平成25年）
  - 4月 - 北翔大学大学院生涯スポーツ学研究科生涯スポーツ学専攻（修士課程）を開設
  - 5月 - 北翔大学生涯スポーツ学部に健康福祉学科、教育文化学部教育学科、芸術学科、心理カウンセリング学科設置届出
- 2014年（平成26年）4月 - 北翔大学教育文化学部教育学科、芸術学科、心理カウンセリング学科、生涯スポーツ学部健康福祉学科を開設
- 2019年（平成31年）4月 - 法人名を学校法人北翔大学に改称。北海道ドレスメーカー学院（学校法人浅井学園）と運営法人を分離
- 2020年（令和2年）
  - 4月 - 北翔大学人間福祉学部廃止届出
  - 10月 - 北翔大学大学院生涯スポーツ学研究科生涯スポーツ学専攻（博士後期課程）を設置認可
- 2021年（令和3年）
  - 3月 - 北翔大学生涯学習システム学部学習コーチング学科廃止届出
  - 4月 - 北翔大学大学院生涯スポーツ学研究科生涯スポーツ学専攻（博士後期課程）開設

## 教育・研究

### 学部
- 生涯スポーツ学部
  - スポーツ教育学科（3年次から以下のコースに分かれる）
    - スポーツ教育コース
    - スポーツトレーナーコース
    - 競技スポーツコース

  - 健康福祉学科（1年次から以下のコースに分かれる）
    - スポーツ健康コース（2022年4月開設）
    - 健康・介護福祉コース（2022年4月入学生まで）
    - 介護福祉コース（2022年4月入学生より）
    - 社会福祉コース
- 教育文化学部
  - 教育学科
    - 初等教育コース
    - 幼児教育コース
    - 養護教諭コース
    - 音楽コース

  - 芸術学科
    - 美術分野
    - メディアデザイン分野
    - インテリア建築分野
    - 服飾美術分野
    - 舞台芸術分野

  - 心理カウンセリング学科
    - 心理学領域
    - 精神保健福祉学領域

2013年度までの体制
- 人間福祉学部
  - 地域福祉学科
    - 社会福祉コース
    - 介護福祉コース

  - 医療福祉学科
    - 医療福祉コース
    - 精神保健福祉コース

  - 福祉心理学科
    - 臨床心理学コース
    - 福祉カウンセリングコース
    - 養護実践学コース
- 生涯学習システム学部
  - 芸術メディア学科
    - 美術コース
    - メディアデザインコース
    - 空間デザインコース
    - 服飾美術コース
    - 音楽コース
    - 舞台芸術コース

  - 学習コーチング学科
    - 幼稚園教諭コース
    - 小学校教諭コース
    - 特別支援学校教諭コース
- 生涯スポーツ学部
  - スポーツ教育学科
    - 健康プランニングコース
    - スポーツ教育コース
    - スポーツトレーナーコース

### 大学院
- 人間福祉学研究科
  - 人間福祉学専攻（修士課程）
  - 臨床心理学専攻（修士課程）
- 生涯学習学研究科
  - 生涯学習学専攻（修士課程）
- 生涯スポーツ学研究科
  - 生涯スポーツ学専攻（修士課程）
    - スポーツ科学教育研究分野
    - 応用健康科学教育研究分野
    - スポーツ教育学教育研究分野

  - 生涯スポーツ学専攻（博士後期課程）
    - スポーツ科学研究分野
    - 生涯スポーツ学研究分野

### 短期大学部
- ライフデザイン学科
  - キャリアデザインコース
  - ファッションコース
  - 舞台芸術コース
- こども学科
  - 保育コース
  - 教育コース

2019年度までの体制
- ライフデザイン学科
  - キャリアデザインコース
  - ファッション舞台アートコース
- こども学科
  - 保育コース
  - 音楽コース
  - 教育コース

2013年度までの体制
- 人間総合学科
  - 総合・ビジネスフィールド
    - 総合教養系
    - ビジネス系

  - 服飾・芸術フィールド
    - 服飾美術系
    - 舞台芸術系
    - メディアデザイン系
    - 美術系
    - 音楽系

  - スポーツ・健康フィールド
    - スポーツ科学系
- こども学科

### 附属機関
- 教育支援総合センター
  - 学習支援オフィス
    - 学習サポート教室
    - 何でも相談

  - 学生生活支援オフィス
  - FD支援オフィス
- 図書館
- 保健センター
- 学生相談室
- 特別サポートルーム
- 地域連携センター
- 教職センター
- スポーツ支援室
- カレッジホールPAL
  - キャッシュコーナー（北洋銀行ATM）

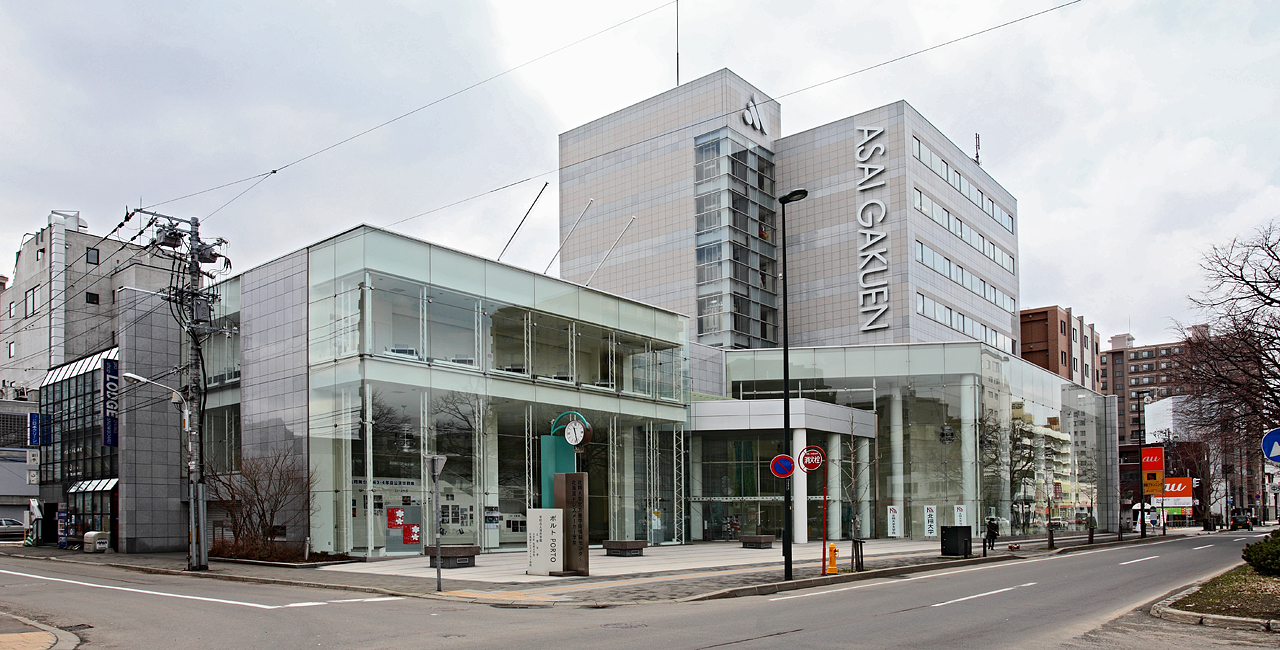
PORTO

  - 交流スペース“hug” - 教育支援総合センターが運営
  - 同窓会室
  - 和“室翔”
  - カフェテリア
  - カフェ
  - 学生ラウンジ
  - オーディトリアム（多目的ホール）
- 人間福祉学研究科臨床心理センター
- 北方圏学術情報センター（PORTO） - 札幌円山キャンパスにある
- 北方圏生涯スポーツ研究所（旧・北方圏生涯スポーツ研究センター）（SPOR）
  - スポーツ科学センター

## 学生生活

### スポーツ
- 女子の陸上競技部が強化されここ数年は全日本大学女子駅伝対校選手権大会の常連校である。
- この他、女子バレーボール部の第65回北海道大学バレーボール選手権大会準優勝や、剣道部の第41回北海道女子剣道学生選手権大会優勝、硬式テニス部の全日本学生トーナメント大会北海道地区予選で男子シングル優勝など体育会系サークルの活動が盛ん。

## 対外関係
- 2014年1月 北海道月形町と「包括的連携協定」を締結[1]。
- 2014年6月 公益財団法人東京オリンピック・パラリンピック競技大会組織委員会と2020年「東京オリンピック・パラリンピック競技大会に係る大学連携協定」を締結[2]。

札幌圏大学・短期大学単位互換協定 (Green Campus)
- 札幌大学
- 札幌学院大学
- 札幌国際大学
- 東海大学札幌キャンパス
- 藤女子大学
- 北星学園大学
- 北海道科学大学
- 酪農学園大学
- 札幌国際大学短期大学部
- 北星学園大学短期大学部
- 北翔大学短期大学部

海外提携協定校
- 米国
  - マウントフッド・コミュニティカレッジ
  - エンディコット・カレッジ
- 韓国
  - 培花女子大学校
- 中国
  - 哈爾浜学院
  - 魯迅美術学院
- カナダ
  - レッドディアカレッジ
- アメリカ
  - ハワイ大学カピオラニ・コミュニティカレッジ

## 大学関係者と組織

### 歴代学長
- 渡邊進
- 浅井幹夫
- 遠藤知恵子
- 相内眞子
- 西村弘行
- 山谷敬三郎

### 教職員
- 奥岡茂雄 – 客員教授、元札幌芸術の森美術館館長
- 杉岡品子 - 臨床心理士、看護師、教授
- 村瀬嘉代子 - 客員教授
- 北風沙織 - 陸上競技元選手、陸上競技部監督

### 出身者
- あべみほ - タレント、グラビアアイドル、新日本プロレスディーヴァ
- 北風沙織 - 陸上競技元選手、北翔大学陸上競技部監督
- 山田いずみ - スキージャンプ選手
- 堀内葉子 - ファッションモデル
- 村田愛里咲 - モーグル選手、バンクーバー・ソチ五輪日本代表
- 田中温子 - スキージャンプ選手、ソチオリンピックカナダ代表、短期大学部卒業[3]
- 大将（本名：藤澤大将） - お笑いタレント、スーパーニュウニュウ
- 齊藤太一 - ミュージカル俳優
- 弘田月彦 - プログラマー、AR三兄弟三男
- 本前郁也 - プロ野球選手（千葉ロッテマリーンズ）
- 小澤彩佳 - バスケットボール選手
- 田中昌史 - 参議院議員

淑萃会（しゅくすいかい）
北海道女子短期大学・北海道女子大学（短期大学部含む）・北海道浅井学園大学（短期大学部含む）・浅井学園大学（短期大学部含む）・北翔大学（短期大学部含む）の同窓会組織として1965年に設立。

## 施設
江別と札幌円山の2キャンパス体制である。
江別キャンパス
- 使用学部:全学部
- 使用研究科:大学院全研究科
- 使用附属施設:法人事務局、1～8号館、カレッジホールPAL、浅井記念館、北方圏生涯スポーツ研究所SPOR、臨床心理センター、附属図書館、短期大学部など
- 交通アクセス:北海道旅客鉄道（JR北海道）函館本線大麻駅下車、徒歩15分

大学の本部が置かれている。キャンパス内には１～8号館、雅館などの研究教育施設や複数の体育館、野球場グラウンド、多目的グラウンド、陸上競技場、テニスコートなどの数多くの体育施設がある。
札幌円山キャンパス
- 使用附属施設:北方圏学術情報センターPORTO
- 交通アクセス:札幌市営地下鉄東西線円山公園駅下車、徒歩6分

地上8階・地下1階で、2002年に創設。市民講座などが開講されている。また、施設内には札幌ファッションデザイン専門学校DOREMEが併設されている。

## 関連校

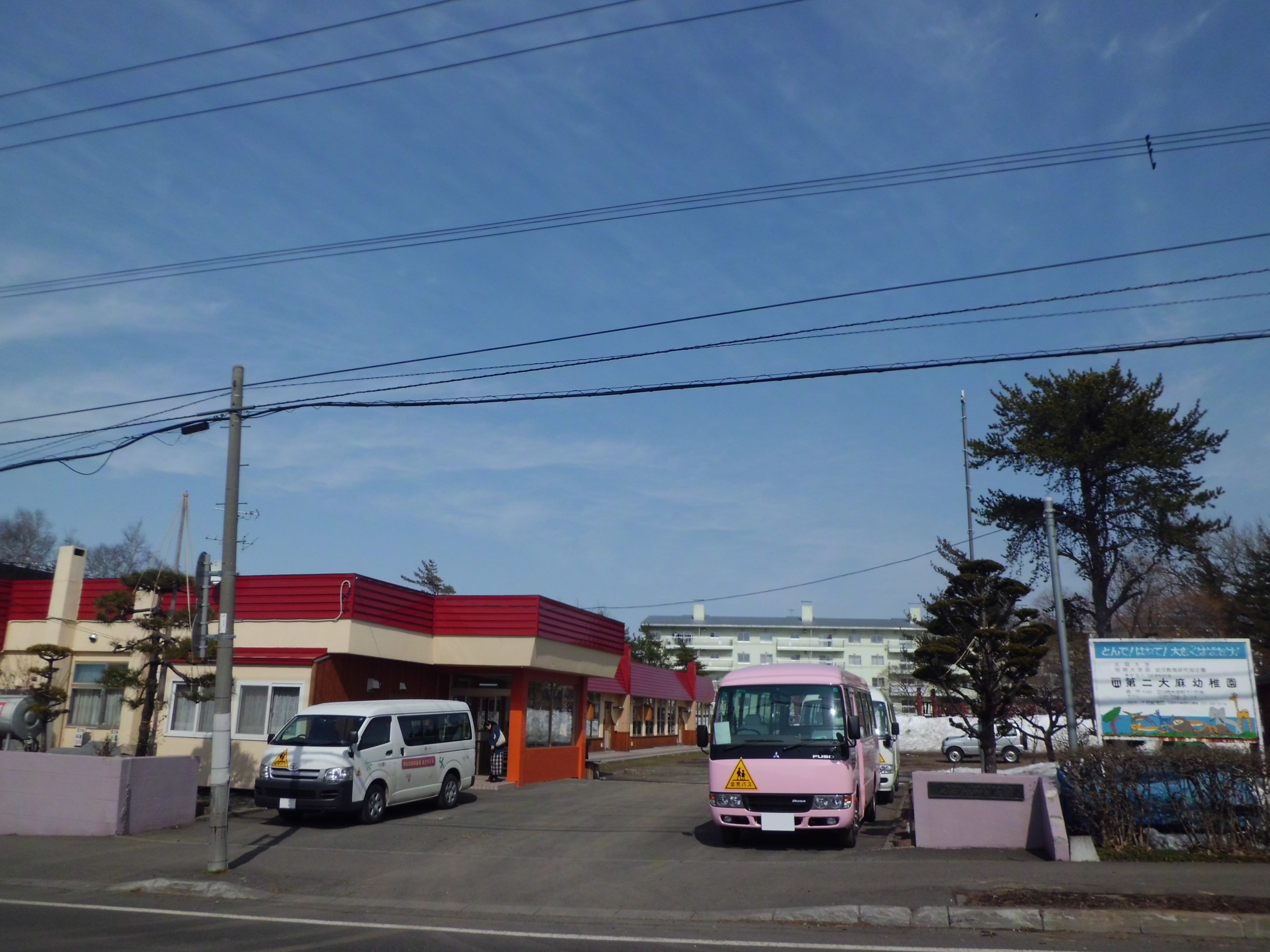
第2大麻幼稚園

関連法人である学校法人浅井学園（2019年まで学校法人北海道浅井学園）の運営する学校を以下に列挙する。
- 札幌ファッションデザイン専門学校DOREME
- 旭川調理師専門学校
- 大麻幼稚園 - 平成30年度より認定こども園大麻まんまるこども園となった
- 第二大麻幼稚園 - 平成29年度第3回北海道私立学校審議会（平成30年2月8日）にて廃止認可について可の答申。平成30年4月より認定こども園第2大麻こども園となった